# Droga wojewódzka nr 964
Droga wojewódzka nr 964 – droga wojewódzka o długości 104,4 km łącząca Kasinę Wielką z Biskupicami Radłowskimi, położona w województwie małopolskim.

## Topografia
DW964 przebiega przez różne, zupełnie odmienne mezoregiony. 
- Nizina Nadwiślańska (od Biskupic Radłowskich do okolic Niepołomic)- na tym odcinku droga ma charakter wybitnie płaski.
- Pogórze Wielickie – już przed Wieliczką droga przebiega w terenie pagórkowatym. Od Wieliczki do Dobczyc ma charakter drogi górzystej. Na największym podjeździe przewyższenie wynosi około 110 metrów, maksymalne nachylenie (w Dziekanowicach) dochodzi do 12%. W okolicach Raciborska i w Dziekanowicach prowadzi serpentynami.
- Pogórze Wiśnickie – W Dobczycach droga pnie się w kierunku miniaturowej, nienazwanej przełęczy w Marwinie spajającej dwa szczyty Pogórza Wiśnickiego o tej samej nazwie- Grodzisko (nie mylić ze szczytem Beskidu Wyspowego).
- Dolina Krzyworzeki – płaski odcinek przebiegający wzdłuż pasm Beskidu Makowskiego (zachód) i w sąsiedztwie najpierw Pogórza Wiśnickiego, a następnie Beskidu Wyspowego (wschód).
- Beskid Wyspowy – od Wiśniowej droga zdecydowanie wznosi się i prowadzi przez dwie przełęcze: Przełęcz Wierzbanowską i Przełęcz Wielkie Drogi. Najwyższy punkt droga osiąga między tymi dwiema przełęczami.

### Walory krajoznawcze
Droga na odcinku Wieliczka- Kasina Wielka posiada znaczne walory krajoznawcze (zwłaszcza na terenie Beskidu Wyspowego- rozległe widoki z odcinka powyżej przełęczy w Wierzbanowej). Przebiega też przez Puszczę Niepołomicką, a także przez ważne miejscowości turystyczne- Wieliczkę, Niepołomice i Dobczyce.

### Remont
W roku 2008 ruszył gruntowny remont DW964 na odcinku Wieliczka -Kasina Wielka. Koszt prac szacowany jest na blisko 40 milionów złotych, prace mają potrwać do końca 2010 roku. Oprócz wymiany asfaltu (bardzo zniszczonego na niektórych odcinkach, zwłaszcza w Pawlikowicach, gdzie droga jest pokryta niemalże wyłącznie łatami) planowało się też budowę chodników, nowych zatoczek. Droga została skrócona dzięki nowemu mostowi, który pozwolił ominąć tereny Zarabia i od razu skierować się z Dziekanowic do Dobczyc.

## Znaczenie komunikacyjne
DW964 jest alternatywą dla popularnej, ale bardzo zatłoczonej Zakopianki (zwłaszcza w okresie modernizacji tej drogi). Pozwala ominąć pierwszą połowę popularnej drogi z Krakowa do Zakopanego.

### Średni dobowy ruch w punktach pomiarowych na drodze wojewódzkiej nr 964 w 2005 r.
| Odcinek drogi                   | Pikietaż początku odcinka drogi | Pikietaż końca odcinka drogi | Długość odcinka drogi | Pikietaż punktu pomiarowego | Miejscowość         | SDR 2005 |
| ------------------------------- | ------------------------------- | ---------------------------- | --------------------- | --------------------------- | ------------------- | -------- |
| Kasina Wielka - Wiśniowa        | 0.0                             | 11.4                         | 11.4                  | 11.2                        | Wiśniowa            | 3689     |
| Wiśniowa - Dobczyce             | 11.4                            | 24.3                         | 12.9                  | 22.0                        | Dobczyce            | 5204     |
| Dobczyce - Wieliczka            | 24.3                            | 35.1                         | 10.8                  | 29.0                        | Raciborsko          | 3611     |
| Wieliczka(miasto)               | 35.1                            | 38.8                         | 3.7                   | 38.0                        | Wieliczka           | 5061     |
| Wieliczka - Niepołomice         | 38.8                            | 45.0                         | 6.2                   | 41.7                        | Zakrzów             | 4694     |
| Niepołomice(miasto)             | 45.0                            | 55.0                         | 10.0                  | 51.8                        | Niepołomice         | 4594     |
| Niepołomice - Ispina            | 55.0                            | 66.9                         | 11.9                  | 58.0                        | Zabierzów Bocheński | 2547     |
| Ispina - Uście Solne            | 66.9                            | 76.9                         | 10.0                  | 69.7                        | Grobla              | 2399     |
| Uście Solne - Szczurowa         | 76.9                            | 84.4                         | 7.5                   | 84.0                        | Szczurowa           | 2100     |
| Szczurowa - Wał Ruda            | 84.4                            | 98.9                         | 14.5                  | 86.7                        | Szczurowa           | 2886     |
| Wał Ruda - Biskupice Radłowskie | 98.8                            | 104.4                        | 5.5                   | 102.3                       | Zabawa              | 2466     |

## Miejscowości leżące przy trasie DW964
- Kasina Wielka (DK28)
- Wierzbanowa
- Wiśniowa
- Poznachowice Dolne
- Czasław
- Dobczyce (DW967)
- Dziekanowice
- Rudnik
- Sieraków
- Jankówka
- Raciborsko
- Koźmice Małe
- Pawlikowice
- Rożnowa
- Wieliczka (DK94, DW966)
- Zabawa
- Mała Wieś
- Sułków
- Ochmanów
- Zakrzów
- Podłęże (A4)
- Niepołomice (DK75)
- Wola Batorska
- Zabierzów Bocheński
- Wola Zabierzowska
- Chobot
- Ispina (DW775)
- Świniary (DW965)
- Uście Solne
- Strzelce Małe
- Szczurowa (DW768)
- Borzęcin
- Wola Radłowska
- Rylowa
- Zabawa
- Biskupice Radłowskie (DW975)